# ケンタッキー大学
ケンタッキー大学（英語: University of Kentucky）は、アメリカ合衆国ケンタッキー州の州立大学である。レキシントンに本部がある。1865年に設置された。
同州内の大学で学生数が最大（3万人以上）であり、州の旗艦校に位置付けられている。呼称としては同州内外において「UK」と呼ばれることが多い。

## キャンパス
ダウンタウンに隣接した立地ながら300ヘクタールを越える広大な敷地に建物がゆったりと配置されている。7つの図書館があり、1998年に完成したウィリアム・T・ヤング図書館は寄贈蔵書数が全米の公立大学の中で最大で、大学の象徴的建造物となった。この図書館はケンタッキー州の公立図書館とアメリカ合衆国の公文書館も兼ねている。

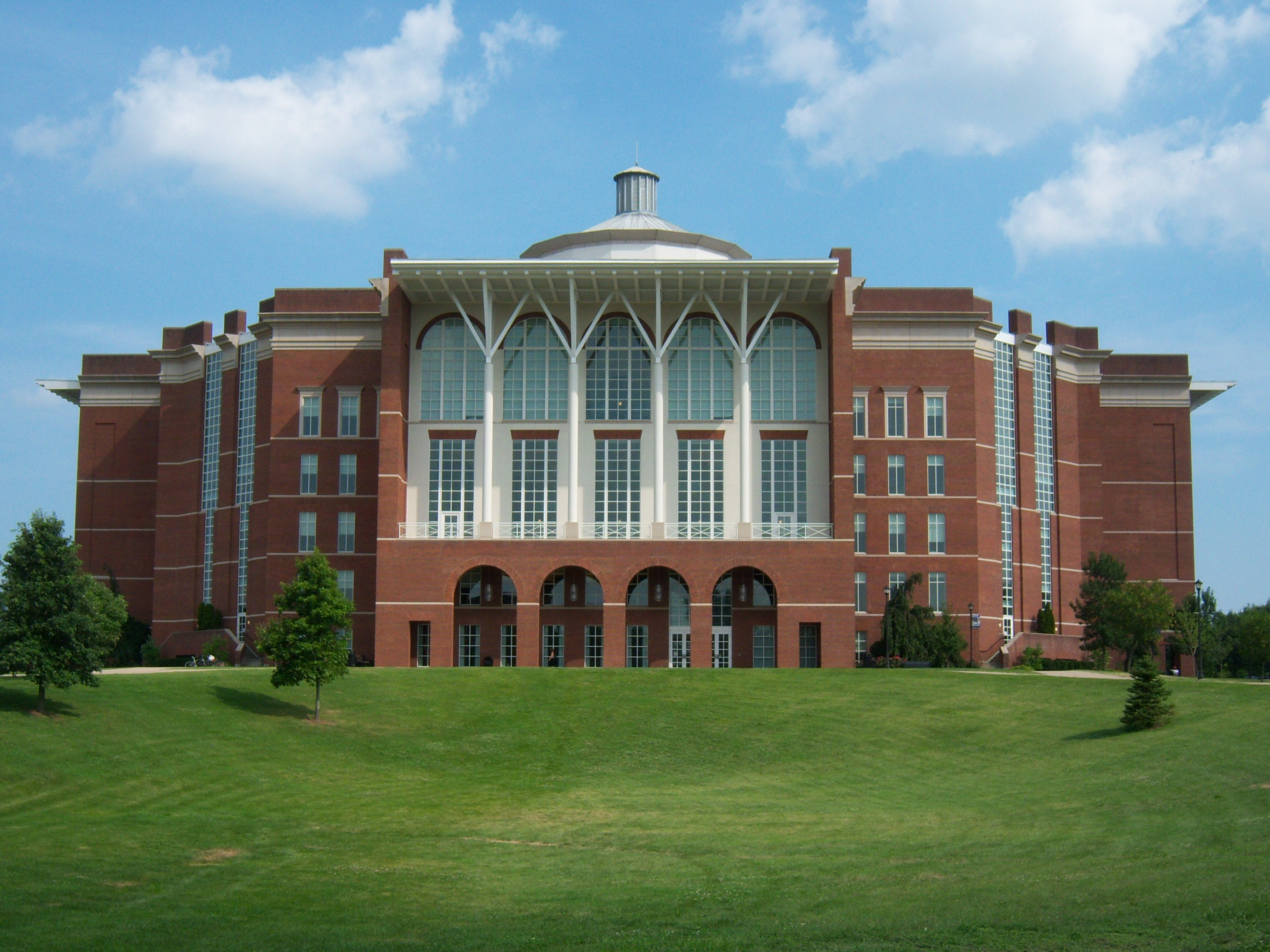
ウィリアム・T・ヤング図書館

## 歴史
1865年にジョン・B・ボウマン（John Bryan Bowman）によってケンタッキー農工大学（Agricultural and Mechanical College of Kentucky）として設立された。現トランシルバニア大学（Transylvania University）との分離などを経て1880年に共学化され、総合大学化を経た1916年に現在の名称であるケンタッキー大学（University of Kentucky）と改称された。また、1949年にアフリカ系アメリカ人が訴訟によって修士課程への入学を認められたのを機に人種統合されている。

## 組織
総長/学長はリー・T・トッド博士。寄付金は8億3180万ドル（2007年）であったが、大学発表によると本年10億ドルを突破している。

## 学生
在籍学生数は27,209人。そのうち学士課程は19,292人で、修士・博士・専門課程に7,090人が在籍している。また、全世界の93の国と地域に217,856人の卒業生を送り出している。

## 教員
教職員・従業員数は現在13,500人を越える。

## スポーツ・サークル・伝統
ケンタッキー大学のスポーツチームはワイルドキャッツ（Wildcats）と呼ばれ、様々な分野において全米有数の実力を誇る。ほとんどのチームはサウスイースタン・カンファレンス（SEC）に所属している。
中でも特に有名なのが男子バスケットボールチームであり、勝利数の2,320勝（2020年-2021年シーズン終了時）は全米大学体育協会（NCAA）のディヴィジョン1において全米第1位である。また1948年、1949年、1951年、1958年、1978年、1996年、1998年、2012年の合計8度全米制覇を成し遂げており、こちらはUCLAに次ぐ第2位。NBAへと輩出した選手も多い。かつては毎年のように優勝候補に挙げられていたが、最後の全米制覇以来、ファイナル・フォー（NCAAバスケットボールトーナメントにおけるベスト4（＝4地区のチャンピオン））からも遠ざかっていた。捲土重来を期し、2007年-2008年シーズンからヘッドコーチに新進気鋭のビリー・ギリスピー（Billy Gillispie）を迎えた。
ちなみに所属のSECはアメフトの大学最強リーグとして名高く、同リーグ所属の12校を「10校のアメフト大学と1校のバスケ大学に1校の勉学校」と揶揄する言葉もある。このうちバスケ校がケンタッキー大学のことであり、勉学校はテネシー州にある私立の名門、ヴァンダービルト大学を指している。
男子バスケットボール以上に全米で傑出しているのが、チア・リーディングチームである。1995年から2002年までの8連覇を含め、2009年までに全米制覇17回を誇る名門校で、全米各地からその一員となるべく応募が殺到し、選抜も非常に厳しく狭き門となっている。またOB・OGが世界一の技を持つとして、来日してテレビ番組に出演したこともある（フジテレビ系列の奇跡体験!アンビリバボー）。

## 著名な出身者
- トーマス・ハント・モーガン（Thomas Hunt Morgan, 1933年ノーベル生理医学賞受賞）
- ウィリアム・リプスコム（William Lipscomb, 1976年ノーベル化学賞受賞）
- アシュレイ・ジャッド（Ashley Judd, ハリウッド女優）
- ジョシュ・ハレルソン（大阪エヴェッサ）

### NBA選手
- テイショーン・プリンス（Tayshaun Prince, 2008年北京五輪金メダリスト）
- ラジョン・ロンド（Rajon Rondo）
- ジョン・ウォール（John Wall）
- デマーカス・カズンズ（DeMarcus Cousins, 2016年リオデジャネイロ五輪金メダリスト）
- アンソニー・デイビス（Anthony Davis, 2012年ロンドン五輪金メダリスト）
- ジュリアス・ランドル（Julius Randle）
- デビン・ブッカー（Devin Booker, 2020年東京五輪金メダリスト）
- カール＝アンソニー・タウンズ（Karl-Anthony Towns）
- ディアロン・フォックス（De′Aaron Fox）
- バム・アデバヨ（Bam Adebayo）
- マリーク・モンク（Malik Monk）